# Nicolás Falcó
Nicolás Falcó ou Nicolau Falcó  est un peintre de style gothique tardif, actif à Valence dans le dernier tiers du XVe siècle et le premier tiers du XVIe siècle. Il appartient à une dynastie de peintres.

## Données biographiques
Selon certaines sources, son nom serait mentionné pour la première fois en 1470 dans la liste des membres de la corporation de San Jaime de Valence, aux côtés des peintres Joan Reixach, Domingo Esteve, Antonio Cabanes et Jaume Climent. Selon d'autres sources, ce peintre, parfois désigné comme Falcó l'Ancien, a vécu approximativement de 1470 à 1527.
Il a travaillé pour l'hôpital général de Valence qui lui commande un retable en 1494. 
Falcó est mentionné pour la dernière fois en 1530, comme témoin dans un procès. 
Il a eu une fille, Francesca, et un fils, Onofre Falcó, peintre lui aussi, qui aurait vécu de 1512-1560 ou de 1503-1552. Selon certains, il aurait eu un autre fils, Nicolau Falcó II (1511-1560), mais cette hypothèse est contestée.

## Production artistique
Sur le plan artistique, Falcó a travaillé avec Pere Cabanes et a subi l'influence de Paolo da San Leocadio, ainsi que du Maître de Perea. Il connaissait bien la peinture flamande et italienne de son époque.
Ses œuvres connues sont :
- Apparition du Christ ressuscité à sa mère, début du XVIe siècle, collection particulière, Barcelone[8]
- Prédelle du retable de la Vie de Saint Lazare, 1520, cathédrale de Valence[3]
- Épiphanie, vers 1500, Galerie Bernat, Barcelone[9]
- Retable du couvent de la Puridad de Valence, entre 1507 et 1515.
- Triptyque de la Vierge allaitant, huile sur bois, 140 x 103 cm, musée des Beaux-Arts de Valence. Cette œuvre a été attribuée au Maestro de la familia Martínez Vallejo, qui est parfois identifié avec Onofre Falcó ou avec Nicolás[10].
- Vierge de la Sagesse, huile sur bois, 186 x 156 cm, Capilla de la Sapiencia, Centre Culturel La Nau (Valence). Tableau commandé en 1516 par les édiles de la ville de Valence. Il est situé dans l'enceinte originale de l'université de Valence, fondée en 1499[11].

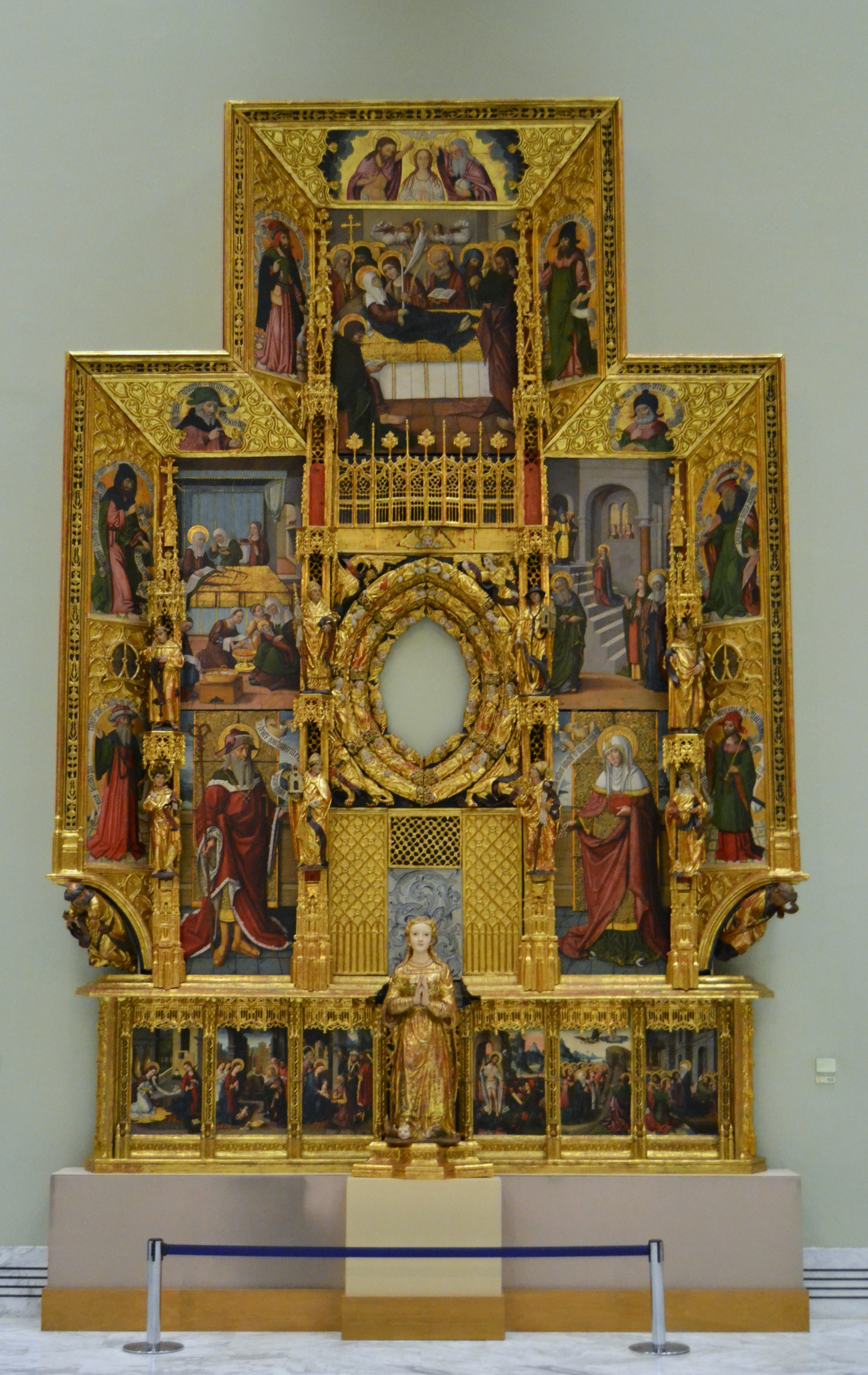
Retable du couvent de la Puridad.
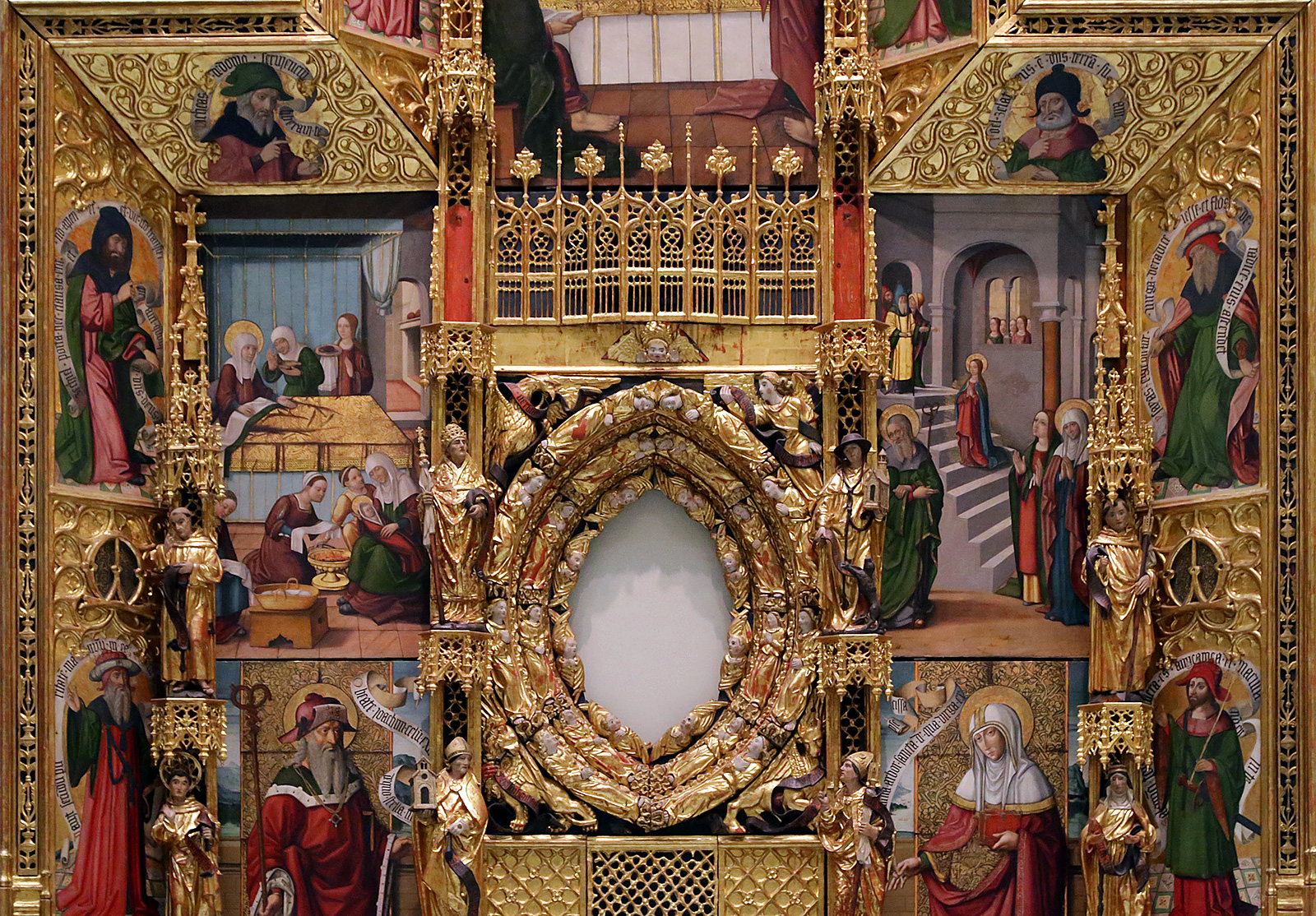
Détail du Retable de la Puridad.
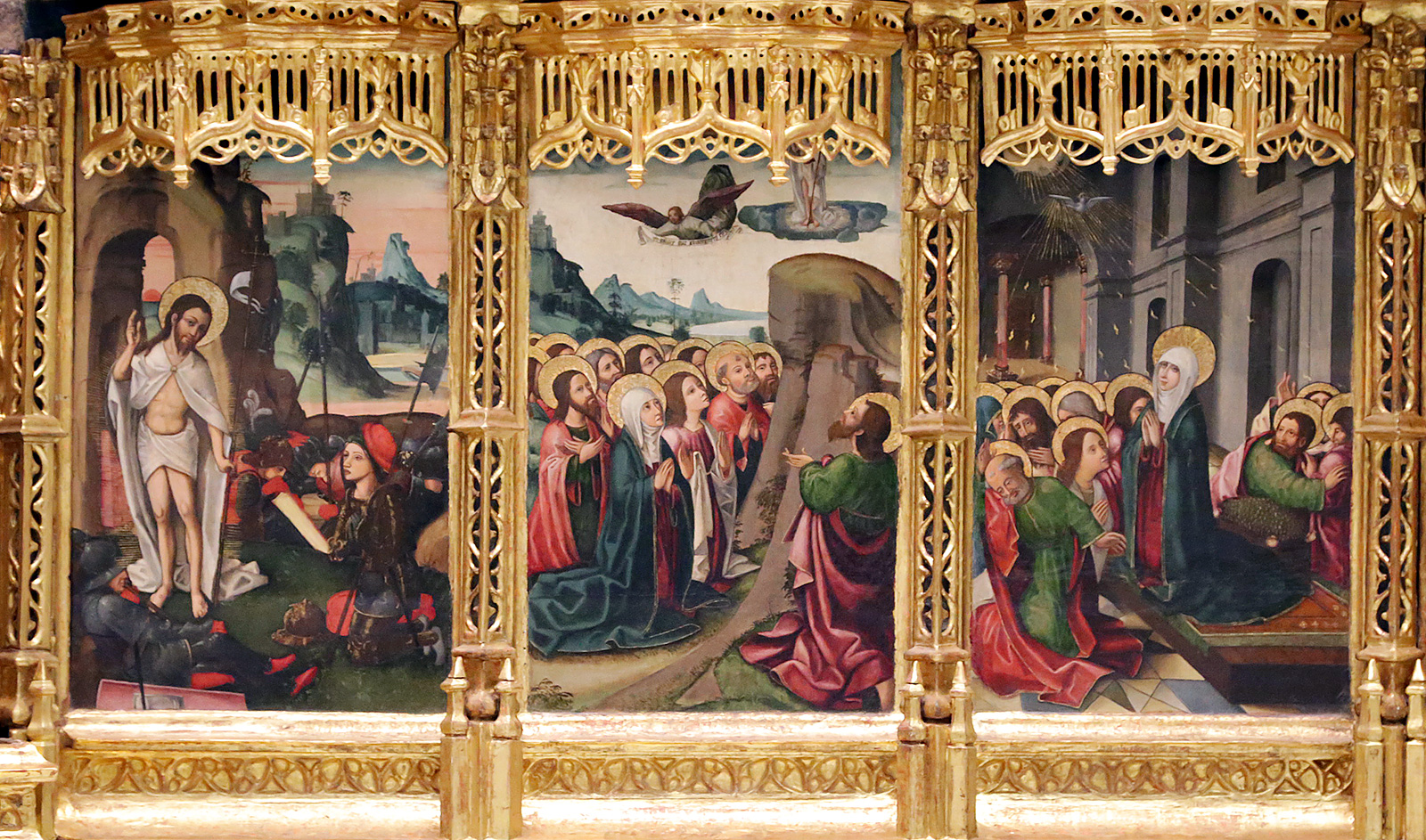
Détail du Retable de la Puridad. Avec Onuphre et Damián Forment.
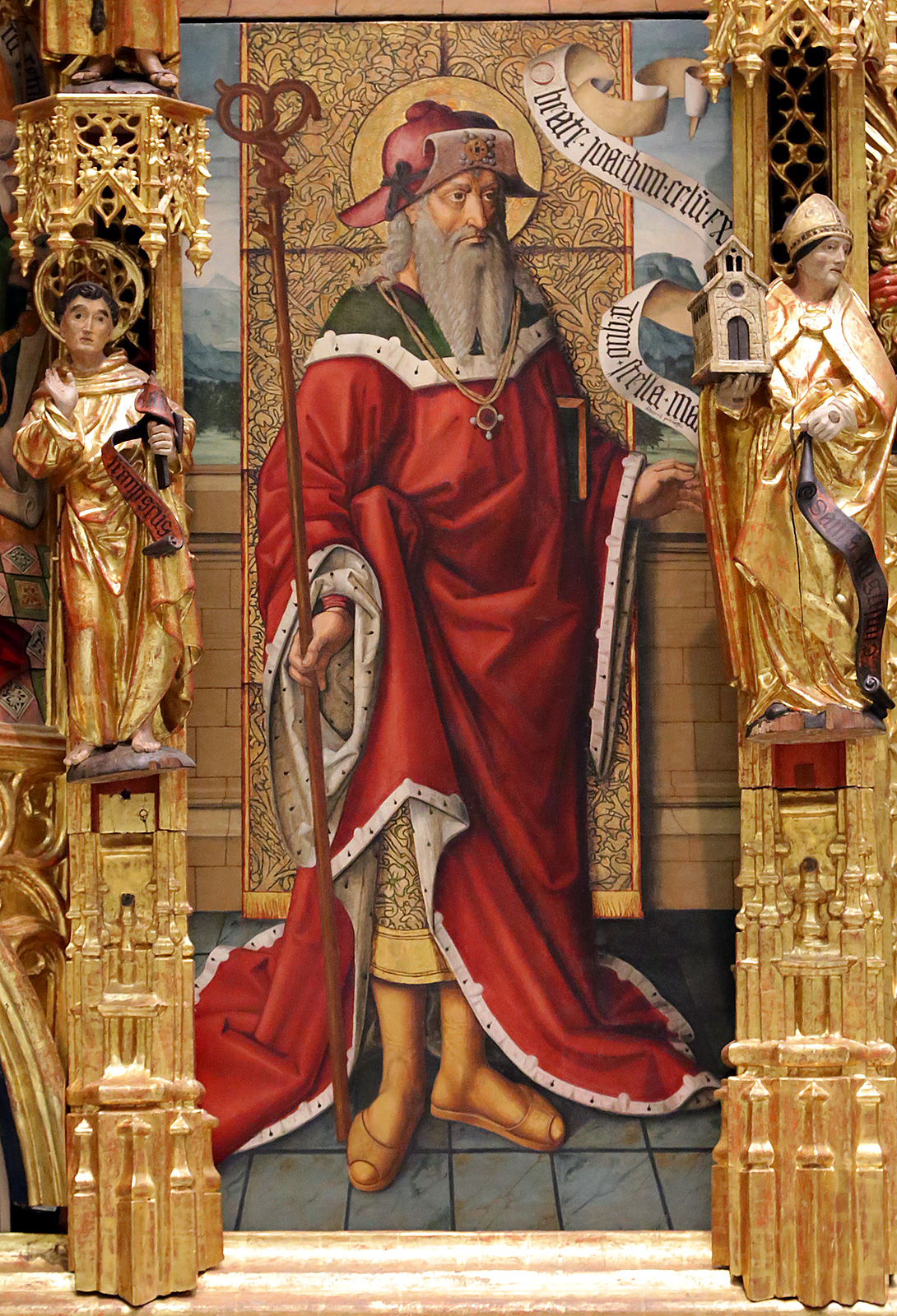
San Joachim, détail du Retable de la Puridad.
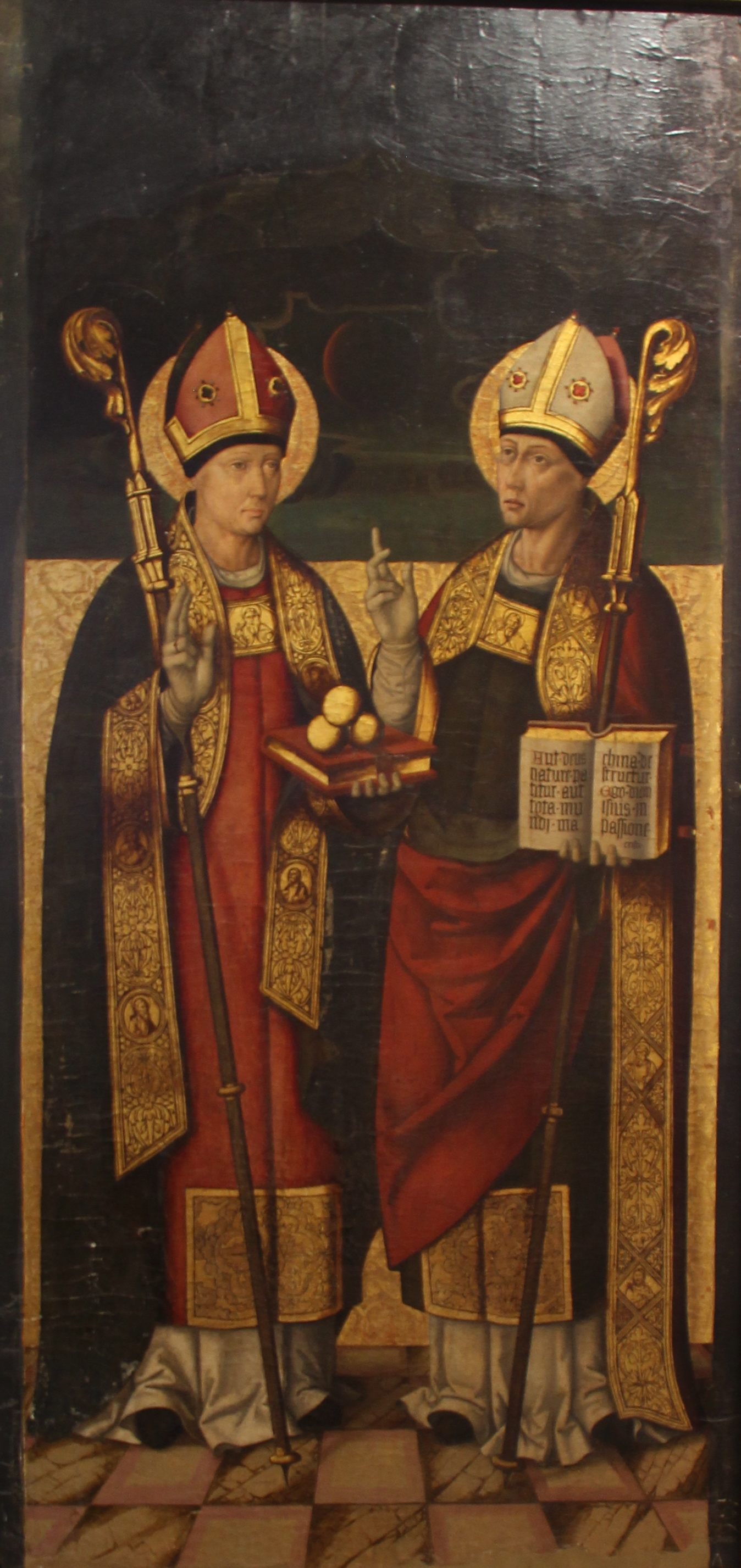
Saint Nicolas et Saint Denis. Almodi de Xàtiva.
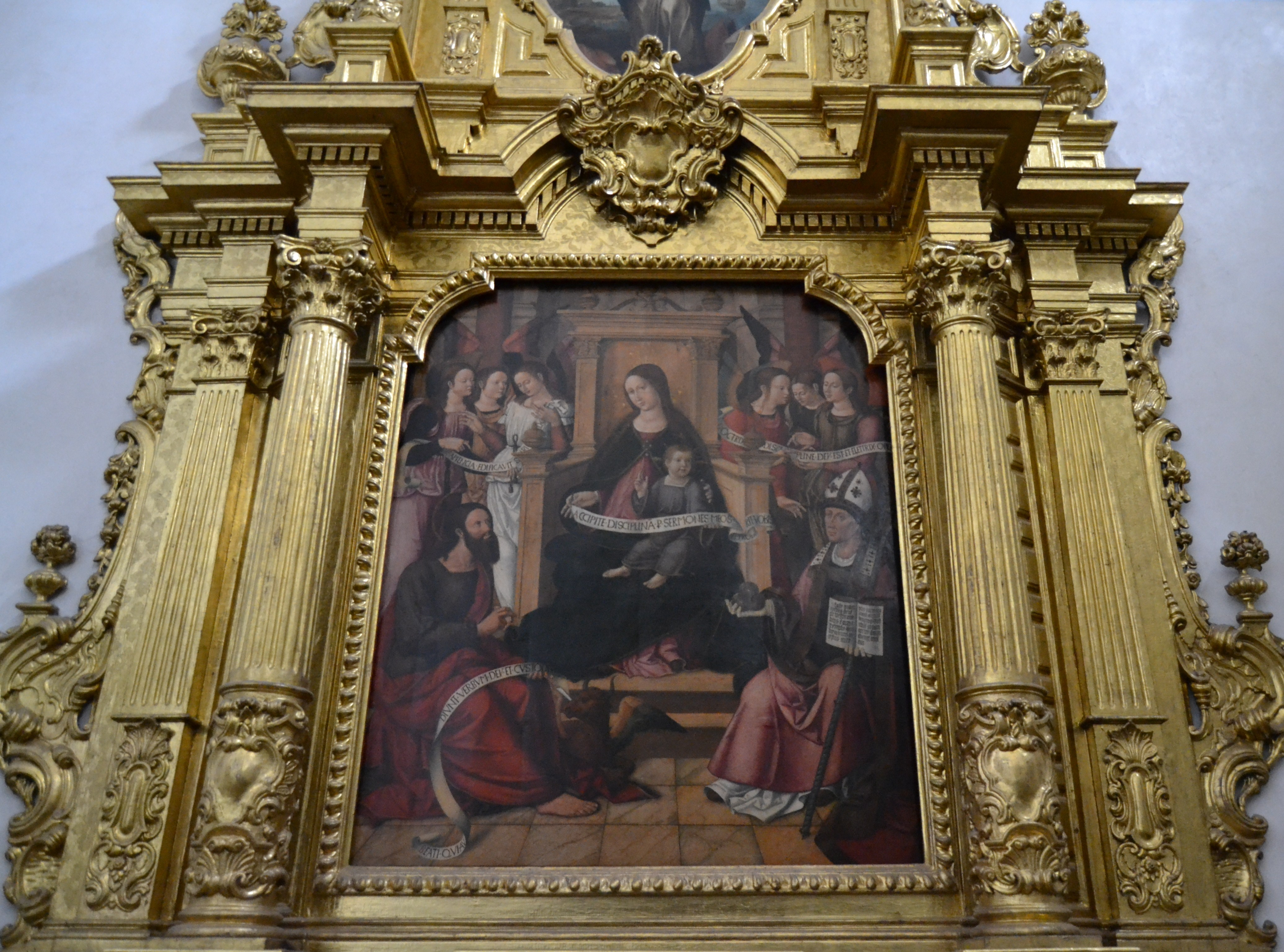
Vierge de la Sagesse.
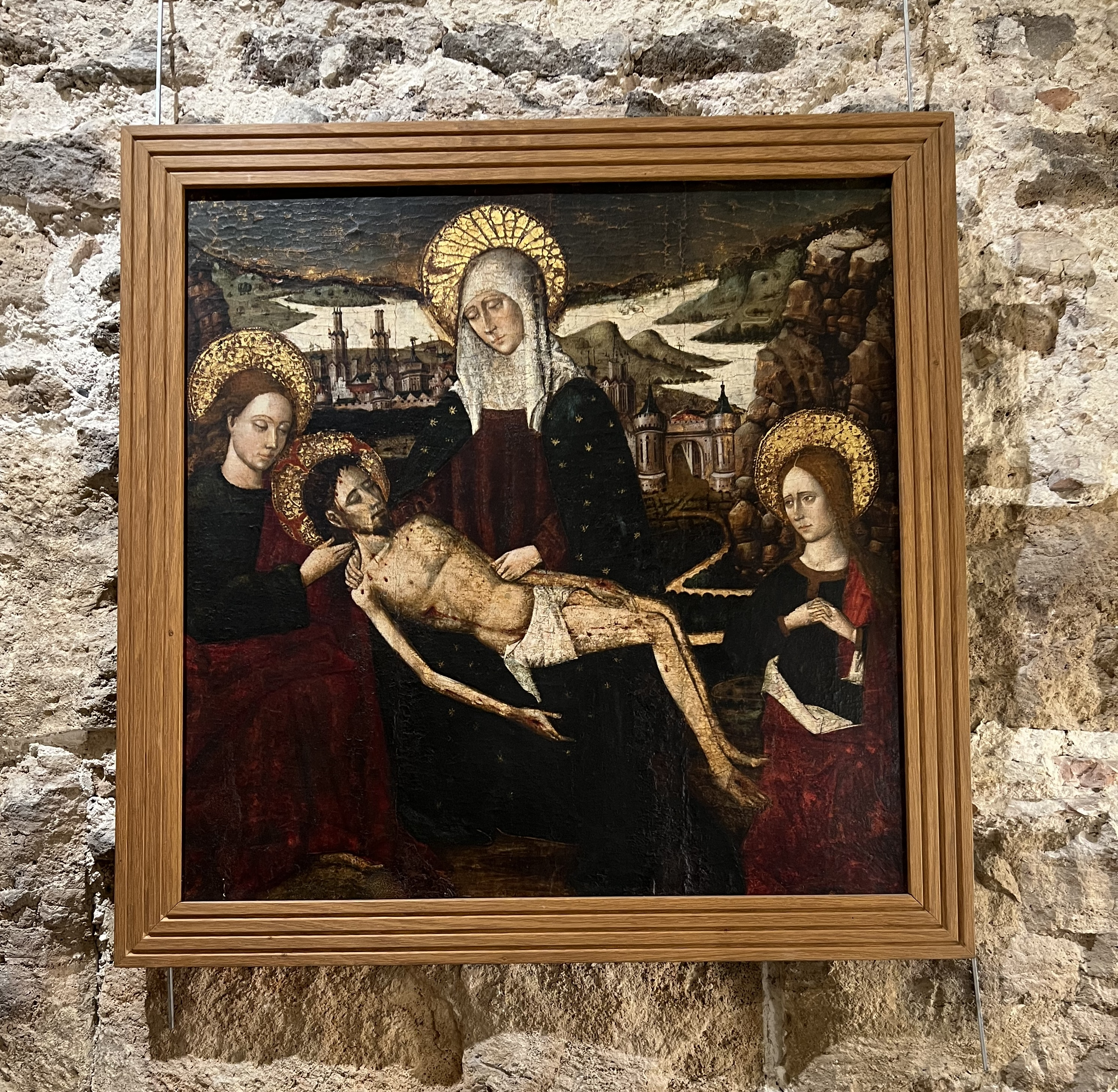
Lamentation sur le corps du Christ (1490-1500)